# Sens-sur-Seille
Sens-sur-Seille ist eine französische Gemeinde im Département Saône-et-Loire in der Region Bourgogne-Franche-Comté. Sie gehört zum Arrondissement Louhans und zum Kanton Pierre-de-Bresse. Der Ort hat 432 Einwohner (Stand 1. Januar 2022), sie werden Senonais, resp. Senonaises genannt.

## Geografie

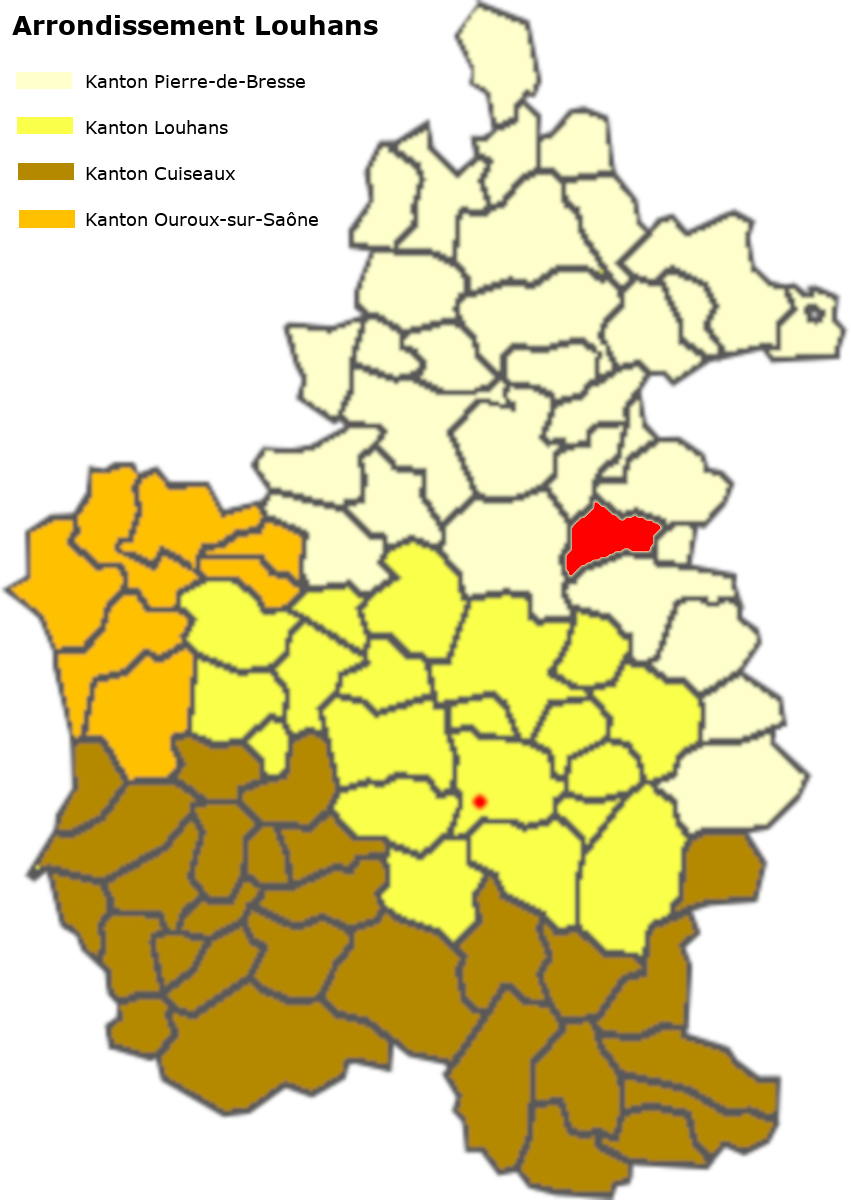
Lage der Gemeinde im Arrondissement Louhans

Die Gemeinde liegt in der Landschaft Bresse, rund sechs Kilometer östlich von Saint-Germain-du-Bois und wird im westlichen Teil von der Brenne in Nord-Süd-Richtung durchflossen. Ein Seitenkanal der Seille, genannt Seillette oder Le Canal mündet beim Weiler Visargent in die Brenne, an ihm lagen zwei Mühlen. Etwas weiter nördlich mündet der Ruisseau la Boissine in die Brenne, er wird gespiesen von einem weiträumigen Netz von Biefs, künstlich angelegten Wasserläufen zur Bewirtschaftung der Étangs. Die Gemeinde wird von der Departementsstraße D970 von West nach Ost durchzogen, sie verbindet Saint-Germain-du-Bois mit Le Tartre und Bletterans. Beim Weiler Les Lorins kreuzt die Departementsstraße D23 die D970, sie geht zurück auf die alte Römerstraße die Louhans mit Bellevesvre verband. Die Gemeinde weist lediglich ganz im Osten eine größere zusammenhängende Waldfläche auf. Hingegen finden sich vorwiegend in den Flussauen großflächige Pappelplantagen.
Zur Gemeinde gehören folgende Weiler und Fluren: l’Argillet, Bois-de-Long, Bure, les Cabertes, les Champs-de-Seille, Chaneviz, Château-Gaillard, Condé, les Corales, la Corbière, l’Etalet, Gerans, les Lorins, Notre-Dame, la Seillette (Gewässer), la Serrée, la Tuilerie, les Varennes, Visargent.

### Klima
Das Klima in Sens-sur-Seille ist warm und gemäßigt. Es gibt das ganze Jahr über deutliche Niederschläge, selbst der trockenste Monat weist noch hohe Niederschlagsmengen auf. Die Klassifikation des Klimas nach Köppen und Geiger ist Cfb ((Gemäßigtes) Ozeanklima). Die Temperatur liegt im Jahresdurchschnitt bei 12,1 °C. Der wärmste Monat ist der Juli mit einer Durchschnittstemperatur von 21,2 °C, der kälteste der Januar mit 3,4 °C. Über ein Jahr verteilt summieren sich die Niederschläge auf 1081 mm, dabei ist der November mit 117 mm der niederschlagsreichste, während Juli als trockenster Monat 72 mm aufweist. Über das ganze Jahr werden etwa 2764 Sonnenstunden gezählt.
|                        | Jan | Feb | Mär  | Apr  | Mai  | Jun  | Jul  | Aug  | Sep  | Okt  | Nov  | Dez |   |      |
| Mittl. Temperatur (°C) | 3,4 | 4,0 | 7,6  | 11,3 | 15,1 | 19,3 | 21,2 | 20,8 | 17,1 | 13,0 | 7,5  | 4,2 | ⌀ | 12,1 |
| Mittl. Tagesmax. (°C)  | 6,3 | 7,7 | 12,1 | 15,9 | 19,5 | 23,9 | 25,9 | 25,6 | 21,5 | 17,0 | 10,6 | 7,0 | ⌀ | 16,1 |
| Mittl. Tagesmin. (°C)  | 0,7 | 0,7 | 3,3  | 6,5  | 10,4 | 14,3 | 16,3 | 16,0 | 12,8 | 9,3  | 4,5  | 1,6 | ⌀ | 8,1  |
|                        |     |     |      |      |      |      |      |      |      |      |      |     |   |      |
| Niederschlag (mm)      | 98  | 83  | 80   | 90   | 93   | 77   | 72   | 73   | 87   | 104  | 117  | 107 | Σ | 1081 |

| 0,7 |

| 0,7 |

| 3,3 |

| 6,5 |

| 10,4 |

| 14,3 |

| 16,3 |

| 16,0 |

| 12,8 |

| 9,3 |

| 4,5 |

| 1,6 |

| 0,7 |

| 0,7 |

| 3,3 |

| 6,5 |

| 10,4 |

| 14,3 |

| 16,3 |

| 16,0 |

| 12,8 |

| 9,3 |

| 4,5 |

| 1,6 |

## Toponymie
Eine erste Erwähnung als Sancis geht zurück auf das Jahr 1096 in den Kartularien des Klosters Saint-Marcel bei Chalon-sur-Saône. Weitere Dokumente nennen den Ort 1157 Cincinum und 1184 Senciacum. Der Name geht möglicherweise zurück auf eine Siedlung der Senonen, die entlang der Römerstraße zwischen Saint-Germain-du-Bois und Villevieux siedelten. Erst 1953 erhielt der Ort den Zusatz sur-Seille, vorher wurde er lediglich Sens oder Sains genannt.

## Geschichte
Von der Brücke beim Weiler L’Estalet führte eine Römerstraße nach Villevieux und durchquerte Sens, das auf einem Hügel über der Seille liegt. Im 13. Jahrhundert ging die Herrschaft Visargent von den Vienne an die Familie de Brancion über, die bereits eine erste Mühle errichteten (erwähnt 1550), die 1856 elf Mühlsteine aufwies. Das Schloss von Visargent wurde im 17. und 18. Jahrhundert erbaut, brannte jedoch im 19. Jahrhundert weitgehend nieder. Die Kirche aus Ziegelsteinen, der ein Turm mit Wendeltreppe angelehnt war, entstand im 16. Jahrhundert, der Turm wurde 1825 neu erbaut und durch einen Turm im Stil der Franche-Comté ersetzt. Sie trug das Patrozinium des hl. Germanus von Auxerre. Der Weiler Condé erlebte etliche Handänderungen, 1517 wurde er durch die Familie Bouton erworben, deren männlicher Zweig 1603 ausstarb, wodurch die Herrschaft an die Saint-Mauris überging. Die Herrschaft gehörte im 17. Jahrhundert der Familie du Châtel, dann den de la Rodde, den de Brancion im 18. Jahrhundert und schließlich den de Scorailles. Schloss, Markthalle, Weinpresse und Ziegelei sind heute verschwunden. Im 18. Jahrhundert besaß die Mühle von Sens eine Walke, wurde 1825 erneuert und besaß acht Mühlsteine. Sie brannte 1961 teilweise nieder und stellte ihren Betrieb 1976 ein. 1794 wird ein Salpetersieder erwähnt. Kurz vor der Revolution wurde das Pfarrhaus gebaut, 1790 bis 1802 war Sens Kantonshauptort. 1840 wurde die D23 ausgebaut, 1880 wurde die Mairie-Knabenschule erbaut und 1891 wurde ein Denkmal erstellt, zugunsten des Capitaine Michelin, der 1870 im Krieg gegen die Preußen gefallen war. 1869 waren von den 167 Häusern deren 110 mit Stroh gedeckt und es wurden 33 Landwirtschaftsbetriebe gezählt. 1930 bestand noch eine Ziegelei, heute fehlt der Brennofen und Teile der Trocknungsräume.

### Die Herren von Sens-sur-Seille
Sens-sur-Seille war ein Lehen der Herzöge von Burgund an die Herren Sainte-Croix-en-Bresse.
Visargent war ein Afterlehen, seit dem 13. Jahrhundert im Besitz eines Zweiges der de Brancion. Der letzte männliche Nachkomme der Familie starb 1762. Die letzte weibliche Trägerin dieses Namens und Erbin war Magdeleine Gasparde de Brancion, Dame von Visargent. Sie heiratete 1749 Jean-Claude de Clermont Mont-Saint-Jean, Marquis von Flacieux. Ein Nachkomme, Joseph de Clermont Mont-Saint-Jean war in Visargent wohnhaft, starb 1837 in Lyon. Seine Witwe heiratete in zweiter Ehe Léo de Laborde, der in Visargent starb, seine Witwe starb 1875, in der Folge wurde der gesamte Besitz 1880 verkauft.
Condé gehörte den Herren von Montcony und ist mit ihrer Geschichte verbunden.
Das übrige Gemeindegebiet gelangte an den Schwiegersohn von Marguerite de Vienne, Henri de Neufchâtel, der 1517 das Lehen an Charles Bouton für den Betrag von 10.000 Francs verkaufte. Das Lehen blieb im Besitz der Boutons, bis es 1583 Dorothée Bouton in die Ehe mit Alexandre de Saint-Maurice einbrachte. 1634 wurde das Lehen zur  Grafschaft erhoben, für ihren Sohn Éléonor de Saint-Maurice.
In der zweiten Hälfte des 17. Jahrhunderts war das Lehen im Besitz von Jean-Paul-Philippe de Saint-Maurice, dem Bruder von Claude-Charles-Philippe de Saint-Maurice-Montbarrey dem die Grafschaft Savigny und die Baronie Le Fay gehörten.
1680 gehörte das Lehen Claude Fyot III. de la Marche, Kommendatarabt des Klosters Saint-Étienne in Dijon, Conseiller d’État, Kaplan des Königs. Er starb 1721, nachdem er auch die Baronie Mervans erworben hatte. Von ihm stammt ein Buch über die Geschichte des Klosters Saint-Étienne in Dijon.
Sein umfangreiches Vermögen ging an seinen Neffen, Philibert Fyot, Président à mortier am Parlement des Burgunds. Seine Nachfolge trat sein Sohn an, Claude Philibert Fyot de la Marche. Für diesen wurde das Lehen 1736 zum Marquisat erhoben. Nach seinem Tod 1768 folgte wiederum sein Sohn Jean-Philippe Fyot de la Marche, der am 11. Oktober 1772 ohne Nachkommen starb. Die Erbschaft ging an seine Nichte, Marquise de Courteille, die Witwe von Dominique de Barberie.
Mit der Französischen Revolution 1789 wurden die Vorrechte des Adels abgeschafft, sie behielten lediglich noch ihre Titel.

## Bevölkerung
| Sens-sur-Seille: Einwohnerzahlen von 1793 bis 2020 | Sens-sur-Seille: Einwohnerzahlen von 1793 bis 2020 | Sens-sur-Seille: Einwohnerzahlen von 1793 bis 2020 | Sens-sur-Seille: Einwohnerzahlen von 1793 bis 2020 | Sens-sur-Seille: Einwohnerzahlen von 1793 bis 2020 |
| --- | -------------------------------------------------- | -------------------------------------------------- | -------------------------------------------------- | -------------------------------------------------- |
| Jahr |                                                    |                                                    |                                                    | Einwohner                                          |
| 1793 | 1793                                               |                                                    | 745                                                | 745                                                |
| 1800 | 1800                                               |                                                    | 763                                                | 763                                                |
| 1806 | 1806                                               |                                                    | 785                                                | 785                                                |
| 1821 | 1821                                               |                                                    | 812                                                | 812                                                |
| 1831 | 1831                                               |                                                    | 840                                                | 840                                                |
| 1836 | 1836                                               |                                                    | 828                                                | 828                                                |
| 1841 | 1841                                               |                                                    | 812                                                | 812                                                |
| 1846 | 1846                                               |                                                    | 835                                                | 835                                                |
| 1851 | 1851                                               |                                                    | 861                                                | 861                                                |
| 1856 | 1856                                               |                                                    | 816                                                | 816                                                |
| 1861 | 1861                                               |                                                    | 788                                                | 788                                                |
| 1866 | 1866                                               |                                                    | 840                                                | 840                                                |
| 1872 | 1872                                               |                                                    | 832                                                | 832                                                |
| 1876 | 1876                                               |                                                    | 875                                                | 875                                                |
| 1881 | 1881                                               |                                                    | 840                                                | 840                                                |
| 1886 | 1886                                               |                                                    | 802                                                | 802                                                |
| 1891 | 1891                                               |                                                    | 804                                                | 804                                                |
| 1896 | 1896                                               |                                                    | 824                                                | 824                                                |
| 1901 | 1901                                               |                                                    | 791                                                | 791                                                |
| 1906 | 1906                                               |                                                    | 801                                                | 801                                                |
| 1911 | 1911                                               |                                                    | 800                                                | 800                                                |
| 1921 | 1921                                               |                                                    | 708                                                | 708                                                |
| 1926 | 1926                                               |                                                    | 750                                                | 750                                                |
| 1931 | 1931                                               |                                                    | 690                                                | 690                                                |
| 1936 | 1936                                               |                                                    | 680                                                | 680                                                |
| 1946 | 1946                                               |                                                    | 601                                                | 601                                                |
| 1954 | 1954                                               |                                                    | 556                                                | 556                                                |
| 1962 | 1962                                               |                                                    | 463                                                | 463                                                |
| 1968 | 1968                                               |                                                    | 414                                                | 414                                                |
| 1975 | 1975                                               |                                                    | 372                                                | 372                                                |
| 1982 | 1982                                               |                                                    | 363                                                | 363                                                |
| 1990 | 1990                                               |                                                    | 325                                                | 325                                                |
| 1999 | 1999                                               |                                                    | 298                                                | 298                                                |
| 2009 | 2009                                               |                                                    | 342                                                | 342                                                |
| 2014 | 2014                                               |                                                    | 390                                                | 390                                                |
| 2020 | 2020                                               |                                                    | 424                                                | 424                                                |
| Quelle(n): EHESS/Cassini bis 2006, ab 2009 INSEE Anmerkung(en): • Ab 1962 offizielle Zahlen ohne Einwohner mit Zweitwohnsitz • Höchste Einwohnerzahl 1876 mit 875, tiefste Einwohnerzahl 1999 mit 298 (34,1 % vom Maximum) |                                                    |                                                    |                                                    |                                                    |

| Bevölkerungsstruktur | Anzahl Einwohner | männlich | weiblich | davon Ausländer | Anteil % |
| -------------------- | ---------------- | -------- | -------- | --------------- | -------- |
|                      | 428              | 212      | 216      | 33              | 7,7      |

| Männer | Alterstufe | Frauen |
| ------ | ---------- | ------ |
| 0      | 90 + älter | 5      |
| 15     | 75–89      | 17     |
| 51     | 60–74      | 55     |
| 34     | 45–59      | 30     |
| 43     | 30–44      | 45     |
| 25     | 15–29      | 24     |
| 43     | 0–14       | 39     |

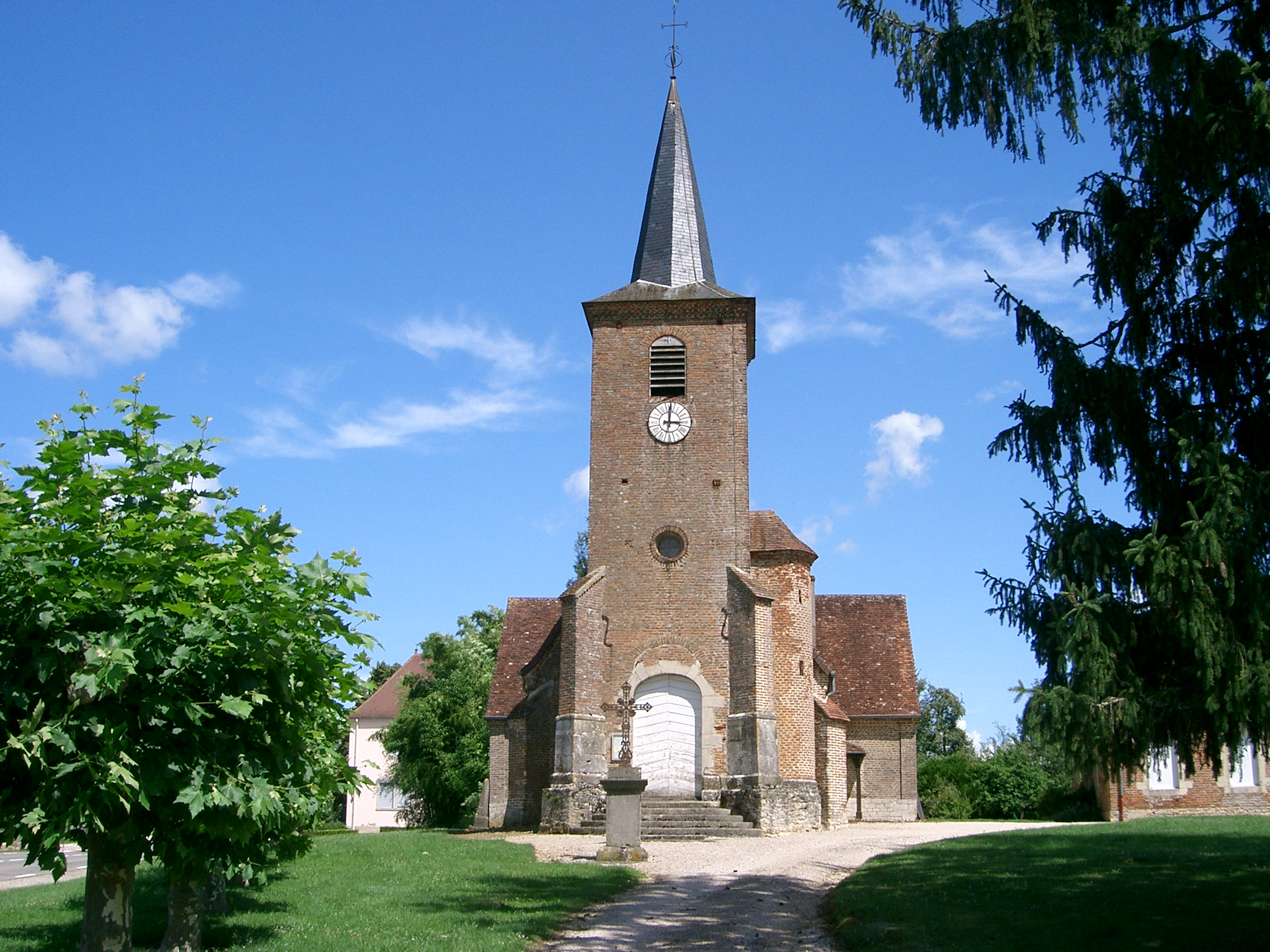
Kirche Saint-Germain in Sens-sur-Seille

Die Bevölkerungsstruktur zwischen Männern und Frauen ist ziemlich ausgeglichen. Dabei sind 51 % der Bevölkerung jünger als 45 Jahre. Die Gruppe der unter 15-Jährigen macht 19,2 % der Bevölkerung aus. Demgegenüber sind 33 % der Einwohner älter als 60 Jahre und damit im Rentenalter. Diese Struktur dürfte auf die Tatsache zurückzuführen sein, dass seit 1999 dank der Bautätigkeit die Wohneinheiten um 28 % zugenommen haben. Dadurch dürfte ein Zuzug von jungen Familien mit Kindern erfolgt sein.
| Wohnstruktur               | Anzahl Wohneinheiten | davon Häuser | Wohnungen | sonstige |
| -------------------------- | -------------------- | ------------ | --------- | -------- |
|                            | 235                  | 227          | 7         | 1        |
| davon Hauptwohnsitz        | 190                  |              |           |          |
| Zweit- oder Ferienwohnsitz | 30                   |              |           |          |
| vakant                     | 15                   |              |           |          |

## Wirtschaft und Infrastruktur

### Unternehmen, Betriebe, Ladengeschäfte und Einrichtungen
In der Gemeinde gibt es nebst Kirche und Mairie (Gemeindehaus) folgende Unternehmen nach Branchen:
| Branche                                                           | Anzahl Betriebe |
| ----------------------------------------------------------------- | --------------- |
| Industrie und verarbeitendes Gewerbe                              | 6               |
| Baugewerbe                                                        | 4               |
| Groß- und Einzelhandel, Verkehr, Beherbergung und Gastronomie     | 5               |
| Information und Kommunikation                                     |                 |
| Finanz- und Versicherungsdienstleistungen                         |                 |
| Grundstücks- und Wohnungswesen                                    | 1               |
| Freiberufliche, wissenschaftliche und technische Dienstleistungen | 2               |
| Öffentliche Verwaltung, Unterricht, Gesundheits- und Sozialwesen  |                 |
| Sonstige Dienstleistungen                                         |                 |
| Land- und Forstwirtschaftsbetriebe                                | 8               |

In der Gemeinde befinden sich ein Bauhandwerksbetrieb, eine Schreinerei/Zimmerei, zwei Elektriker, zwei Maler/Gipser und drei Installateurbetriebe. Im Ort befindet sich ein Fußballplatz, ein Mehrzwecksaal, ein Restaurant und eine Gîte. Mit den Gütern des täglichen Bedarfs versorgen sich die Einwohner weitgehend in Saint-Germain-du-Bois.

### Geschützte Produkte in der Gemeinde
Als AOC-Produkte sind in Sens-sur-Seille Crème et beurre de Bresse, Volaille de Bresse und Dinde de Bresse zugelassen.

### Bildungseinrichtungen
In der Gemeinde besteht eine École maternelle, die der Académie de Dijon untersteht und von 32 Kindern besucht wird. Für die Schule gilt der Ferienplan der Zone A.